# フェニックス諸島
フェニックス諸島（フェニックスしょとう、Phoenix Islands）は、キリバスの、ギルバート諸島とライン諸島との間に存在する島の一群である。

## 概要
太平洋の赤道付近に位置する。有人島はカントン島のみである。世界遺産にもなっているフェニックス諸島保護地域が設定されている。フェニックス諸島のタイムゾーンはUTC+13 である。

## 島の一覧
フェニックス諸島は以下の島々から成る。
- バーニー島（Birnie Island）

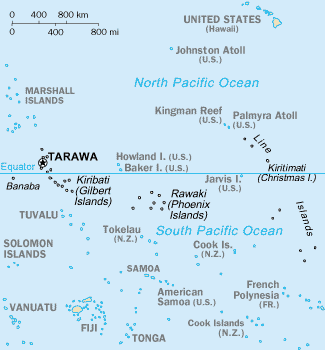
キリバスの地図。地図中央部に「Rawaki (Phoenix Islands)」と書かれている所がフェニックス諸島である。

- エンダーベリー島（Enderbury Island）
- カントン島（Kanton Island）唯一の有人島。
- マンラ島（Manra Island）
- マッキーン島（McKean Island）
- ニクマロロ環礁（Nikumaroro Atoll）
- オロナ環礁（Orona Atoll）
- ラワキ島（Rawaki Island）